# BIND
BIND (prononcé /baɪnd/ pour Berkeley Internet Name Daemon, parfois Berkeley Internet Name Domain) était le logiciel pour serveurs DNS le plus utilisé sur Internet (par 79 % des serveurs en 2008), spécialement sur les systèmes de type UNIX et est devenu de facto un standard. La première version de BIND a été conçue par quatre étudiants diplômés de Berkeley sur la base du système d'exploitation BSD 4.3. En 1988, Paul Vixie a repris la maintenance du projet. Depuis 1994 le logiciel est développé par l'Internet Systems Consortium.

## Histoire
BIND a été écrit au début des années 1980 avec l'accord de la DARPA. À partir du milieu de cette même décennie, l'entreprise américaine Digital Equipment Corporation (DEC) a poursuivi le développement de BIND. Un des employés, Paul Vixie, a continué, malgré son départ, à travailler sur le projet, et aide en 2011 l'ISC devenu responsable de la maintenance du logiciel.
Le développement de BIND 9 a été réalisé grâce à la combinaison de contrats militaires et commerciaux. Une importante partie des spécifications de BIND 9 a été apportée par les sociétés du « monde UNIX » afin qu'elles s'assurent que BIND resterait compétitif avec l'offre de Microsoft dans le domaine. Les spécifications liées aux DNSSEC sont dues aux Forces armées des États-Unis qui souhaitent un niveau de sécurité important.
Cette version de BIND (BIND 9), disponible depuis 2000, a été réécrite afin de résoudre certains problèmes architecturaux du code initial et d'ajouter la prise en charge de DNSSEC (DNS Security Extensions). D'autres points importants ont été inclus dans cette version : TSIG, notification DNS, nsupdate (en), IPv6, support Multiprocesseur ainsi qu'une meilleure portabilité. C'est actuellement un logiciel très répandu au sein des systèmes GNU/Linux.
La version 10 de BIND qui était une nouvelle réécriture complète mêlant Python et C++ a été abandonnée en cours de développement. La version 9.10 est sortie par la suite.

## Sécurité
Comme d'autres systèmes datant des débuts de l'internet, BIND4 et BIND8 avaient un nombre important de graves vulnérabilités liées à la sécurité. L'usage de ces systèmes est d'ailleurs fortement déconseillé à présent. BIND9, qui est une réécriture complète, est donc mieux considéré sur le plan de la sécurité.

## GeoDNS
GeoDNS est un patch de BIND 9 qui permet d'envoyer des réponses DNS différentes selon l'adresse IP à l'origine de la requête. Généralement c'est la notion de proximité qui est recherchée.